# Sericochroa crassa
Sericochroa crassa är en fjärilsart som beskrevs av Paul Thiaucourt. Sericochroa crassa ingår i släktet Sericochroa och familjen tandspinnare. Inga underarter finns listade i Catalogue of Life.